# سيبريانو بونس
سيبريانو بونس (بالإسبانية: Cipriano Pons)‏ هو مبارز بالسيف أرجنتيني، (و. 1893 – 1985 م).

## وصلات خارجية
- سيبريانو بونس على موقع أوليمبيديا (الإنجليزية)